# 인터셉터 (1992년 영화)
《인터셉터》(영어: Interceptor)는 미국의 액션 영화로 마이클 콘이 감독을 존 브란카토, 마이클 페리스가 각본을 맡았다.
 대한민국에서는 1993년 4월 23일 개봉되었다.

## 줄거리
전투기 시험 조종사 월필드 대위(Capt.Christopher Winfield: 앤드류 디보프 분)는 튀르키예에서 장비 이상으로 시험비행에 실패한 후 스텔스기 두 대를 실은 미군 수송기 편으로 귀국길에 오른다. 필립스(Phillips: 조젠 프로크노 분)를 두목으로 한 국제적인 범죄조직이 스텔스기를 노리고 치밀한 계획을 세운다. 이들은 수송기의 교신 암호를 알아내고 공중급유를 위해 접근하는 유조기를 되돌려 보낸 후 자기들이 공중급유기로 위장하여 수송기에 탑승, 승무원들을 한명씩 제거하며 스텔스기를 탈취하려고 한다. 수송기에 손님으로 편승하던 월필드는 이들과 대결한다. 범인들은 승무원을 모두 살해하고 여조종사 모건(Maj. Janet Morgan: 엘리자베스 모리헤드 분) 한 명만 남긴 채 자신들이 원하는 방향으로 항로를 바꾼다. 그러나 월필드와 악당들이 대결하는 동안 비행기가 충격을 받아 추락하게 된다. 필립스는 스텔스기를 타고 탈출한다. 월필드도 나머지 스텔스 한 대를 타고 추격, 치열한 공중전 끝에 악당 두목 필립스를 격추시키고 불시착한 수송기를 찾아 구사일생으로 살아남은 모건을 구조한다.

## 출연진
주연
- 주겐 프로크노
- 앤드류 디보프
- 엘리자베스 모어헤드

조연
- J. 케네스 캠벨
- 존 세더

단역
- 존 프로스키
- 릭 마잔
- 다니엘 나마스
- 돔 애드콕스
- 우드포드 크로프트
- 로렌스 쿡
- 마이클 부이스
- 존 콘래드 초크론
- 빌리 베이츠
- 데니스 매더론
- 앨런 마커스
- 게리 파이크